# Leviathan (album)
Leviathan – drugi album studyjny heavymetalowej grupy muzycznej Mastodon. Wydawnictwo ukazało się 31 sierpnia 2004 roku nakładem wytwórni muzycznej Relapse Records. Nagrania były promowane teledyskami do utworów „Blood And Thunder”, „Seabeast” i „Iron Tusk”.
Nagrania zostały zarejestrowane i zmiksowane przez Matta Baylesa w Robert Lang Studios, Studio Litho oraz Ek Studios w Seattle w stanie Waszyngton w marcu 2004 roku. Mastering wykonał Alan Douches w West West Side Music w Tenafly w Nowym Jorku w kwietniu 2004 roku.
Album dotarł do 139. miejsca listy Billboard 200 w Stanach Zjednoczonych sprzedając się w nakładzie 8 tys. egzemplarzy w przeciągu tygodnia od dnia premiery.

## Lista utworów
Opracowano na podstawie materiału źródłowego.
1. „Blood and Thunder” – 3:48
2. „I Am Ahab” – 2:45
3. „Seabeast” – 4:15
4. „Island” – 3:26
5. „Iron Tusk” – 3:03
6. „Megalodon” – 4:22
7. „Naked Burn” – 3:42
8. „Aqua Dementia” – 4:10
9. „Hearts Alive” – 13:39
10. „Joseph Merrick” – 3:33

## Twórcy
Opracowano na podstawie materiału źródłowego.
| Zespół Mastodon w składzie - Troy Sanders – gitara basowa, wokal - Brent Hinds – gitara elektryczna, wokal - Bill Kelliher – gitara elektryczna - Brann Dailor – perkusja |  | Dodatkowi muzycy - Scott Kelly – dodatkowy wokal - Neil Fallon – dodatkowy wokal - Phil Peterson – wiolonczela |  | Produkcja - Matthew F. Jacobson – produkcja - Matt Bayles – produkcja, miksowanie - Paul Romano – okładka płyty - Alan Douches – mastering |